# Cibening (Setu)
Cibening is een bestuurslaag in het regentschap Bekasi van de provincie West-Java, Indonesië. Cibening telt 7760 inwoners (volkstelling 2010).